# 鳥取県立厚生病院
鳥取県立厚生病院（とっとりけんりつこうせいびょういん）は、鳥取県倉吉市にあり、鳥取県病院局が運営する病院である。
鳥取県中部の中核的な医療機関であり、地域医療の中心的役割を果たしている。また、災害拠点病院（基幹災害医療センター）に指定されている。

## 沿革
- 1963年（昭和38年）4月 鳥取県中部厚生農協連厚生病院から鳥取県に移管され、鳥取県立厚生病院を開設。
- 1999年（平成11年）5月 災害拠点病院（基幹災害医療センター）の指定を受ける。

## 診療科目
- 内科
- 精神科
- 神経内科
- 循環器科
- 小児科
- 外科
- 整形外科
- 脳神経外科
- 心臓血管外科
- 皮膚科
- 泌尿器科
- 産婦人科
- 眼科
- 耳鼻咽喉科
- リハビリテーション科
- 放射線科
- 麻酔科

## 交通アクセス
- 倉吉駅から日交バス・日ノ丸バス市内方面行で8分、厚生病院前下車徒歩1分
- 倉吉駅から日交バス・日ノ丸バス倉吉パークスクエア経由市内方面行で8分、厚生病院正面玄関前下車すぐ

## バス停留所
日交・日ノ丸の路線バスが発着するバス停留所が一般道路上に2箇所ある。
- 厚生病院前バス停（病院の北西側、鳥取県道38号倉吉福本線沿い）
  - 市内方面
  - 倉吉駅方面
  - 三朝町方面
- 厚生病院正面玄関前バス停（病院の南東側、倉吉市道沿い）
  - 倉吉パークスクエア経由市内方面
  - 倉吉駅方面

## 不祥事

### 院内トリアージ実施料の不正請求
同病院が、院内トリアージ実施料を、2014年2月から9月までの間、約360人から不正請求していたことが、毎日新聞の報道により判明した。院内トリアージ実施料は、本来、来院時１人の患者には請求できないが、同病院は、このような場合においても患者や保険の運営機関に請求していた。
当初、2014年7月29日の毎日新聞の報道および病院の発表によれば、不正請求の対象人数は、同病院が制度を導入した2014年2月から、不正請求が発覚した6月までの5ヶ月間で、約100人とみられていた。

そして、後日の調査によって、不正請求の人数は、計138人（計13万8000円）に上る事が判明。2014年8月21日に行われた鳥取県の平成26年度福祉生活病院常任委員会で、鳥取県病院局長が明らかにした。
ところが、9月3日の同紙報道によれば、病院が7月29日に不正を認めて返金方針を発表した後も、請求できる範囲の解釈を誤っており、これまでの発表から220人ほど増加する見込みであることがわかった。
厚生労働省は、2012年7月3日の通達で「夜間、休日または深夜に患者が１名のみ来院している場合など、待ち時間がなく実質上トリアージを行う必要性がない場合」について、院内トリアージが実施された場合でも、実施料を「算定できない」としている。病院は、この通達を「２人以上いれば算定できる」と反対解釈。「後からより緊急性の高い患者が来る可能性があり、１人目の来院患者も優先度を判断するので、診療報酬上も算定の対象になる」として、「１人目の患者の診察中に２人目の患者が来れば、両方の患者とも算定の対象になる」と独自判断し、7月29日の不正請求発表時にも、診察終了時まで他の患者が来なかったケースのみ返金の対象にしていた。
しかし、9月1日に同紙が厚労省に確認したところ、解釈の誤りが判明。中国四国厚生局は、「患者が来院時に１人だけで待ち時間がなければ請求できないことは確定し、後から受診した患者の有無は関係しない」と説明。病院は、再度の誤りを認めて再調査を決めた。